# Strepsichlora nubifera
Strepsichlora nubifera är en fjärilsart som beskrevs av W. Warren 1912. Strepsichlora nubifera ingår i släktet Strepsichlora och familjen mätare. Inga underarter finns listade i Catalogue of Life.